# James Stewart (baloncestista)
James «Jimmy» Stewart (Kingsville, Ontario, 10 de julio de 1910 - 12 de agosto de 1990) fue un jugador de baloncesto canadiense. Fue medalla de plata con Canadá en los Juegos Olímpicos de Berlín de 1936.